# Prasinocyma rhodocosma
Prasinocyma rhodocosma är en fjärilsart som beskrevs av Edward Meyrick 1888. Prasinocyma rhodocosma ingår i släktet Prasinocyma och familjen mätare. Inga underarter finns listade i Catalogue of Life.

## Bildgalleri

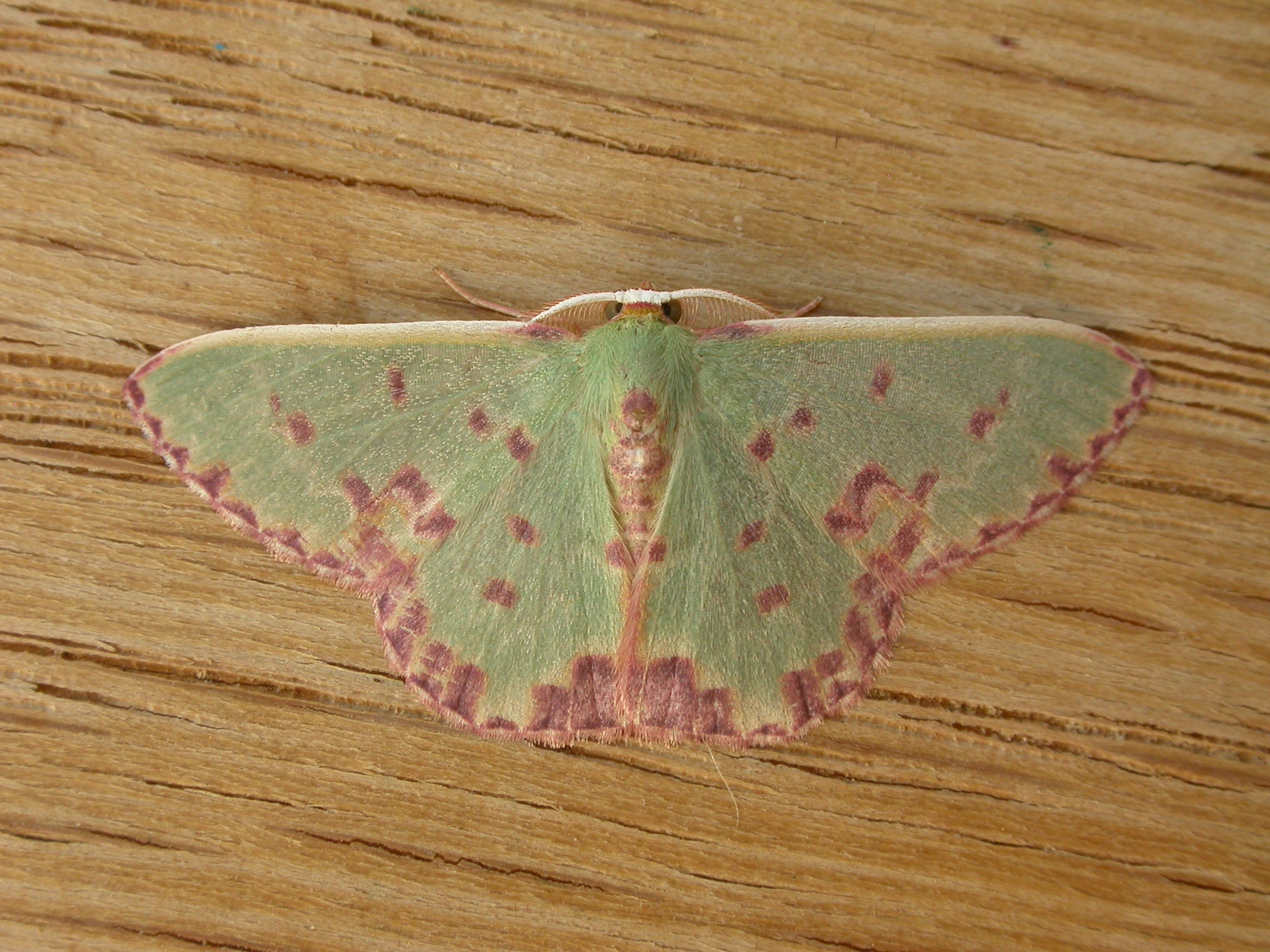
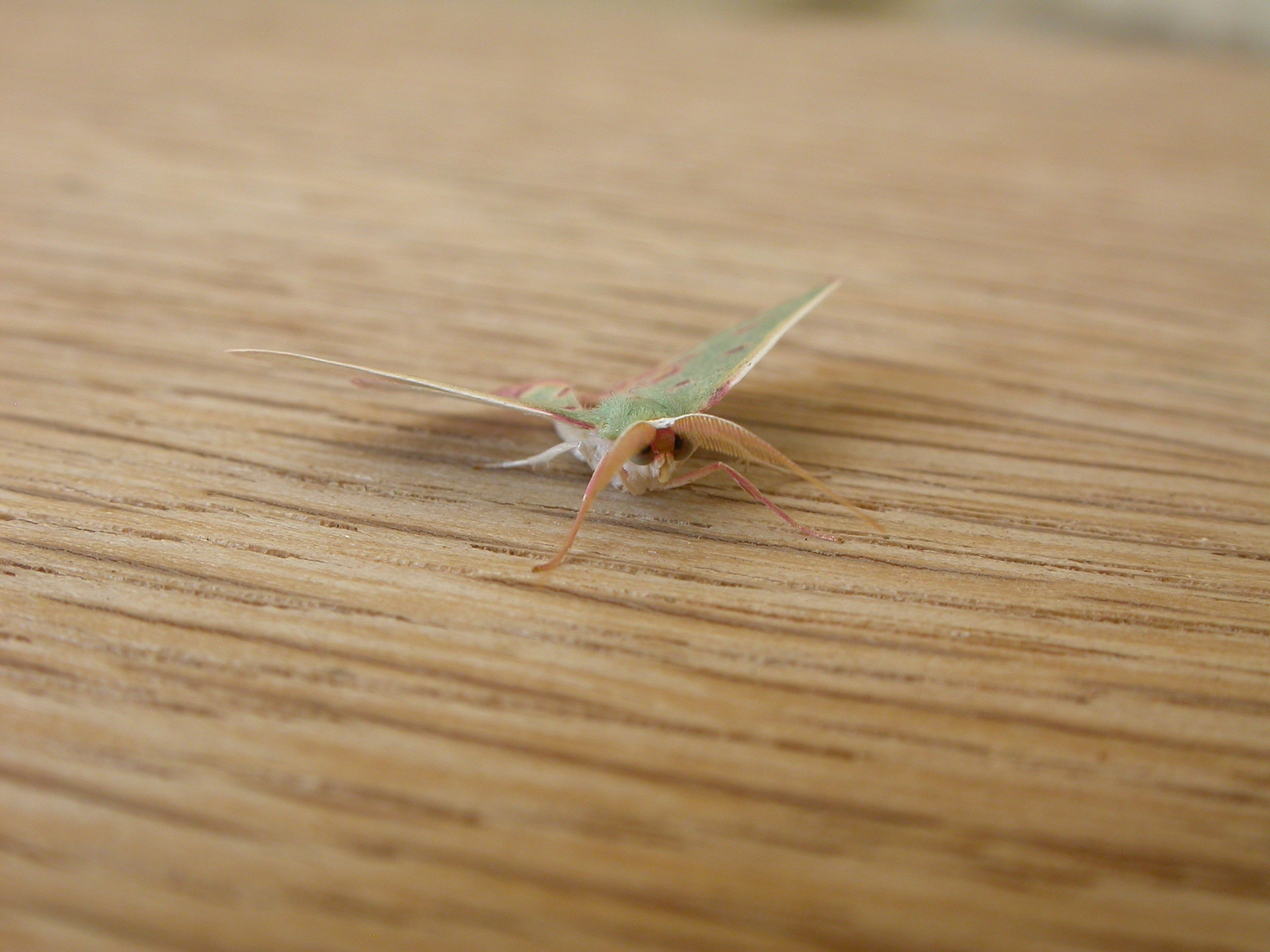